# Датская гуманитарная помощь Норвегии во время Второй мировой войны
Датская гуманитарная помощь Норвегии во время Второй мировой войны (норвежский: Danskehjelpen; датский: Norges hjælpen) была инициирована в 1941 году и привела к поставкам 32 000 тонн продовольствия из Дании в оккупированную Норвегию. Деньги были собраны со всех слоях общества и использованы для покупки продуктов питания, которые отправлялись в Норвегию. Более 42 миллионов датских крон поступило в 1945 году.

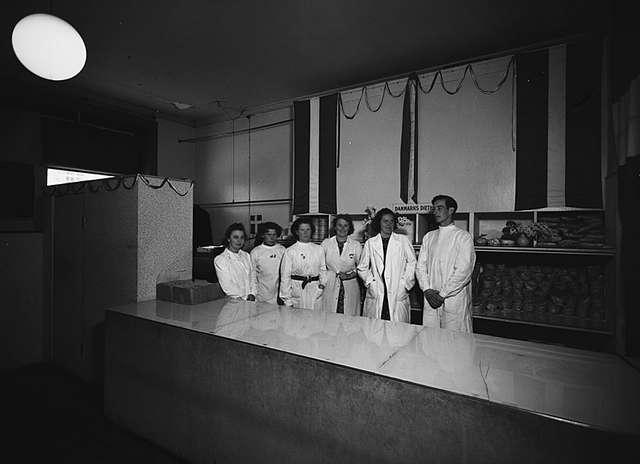
На первой фотографии показаны участники датской гуманитарной помощи Норвегии в 1945 году

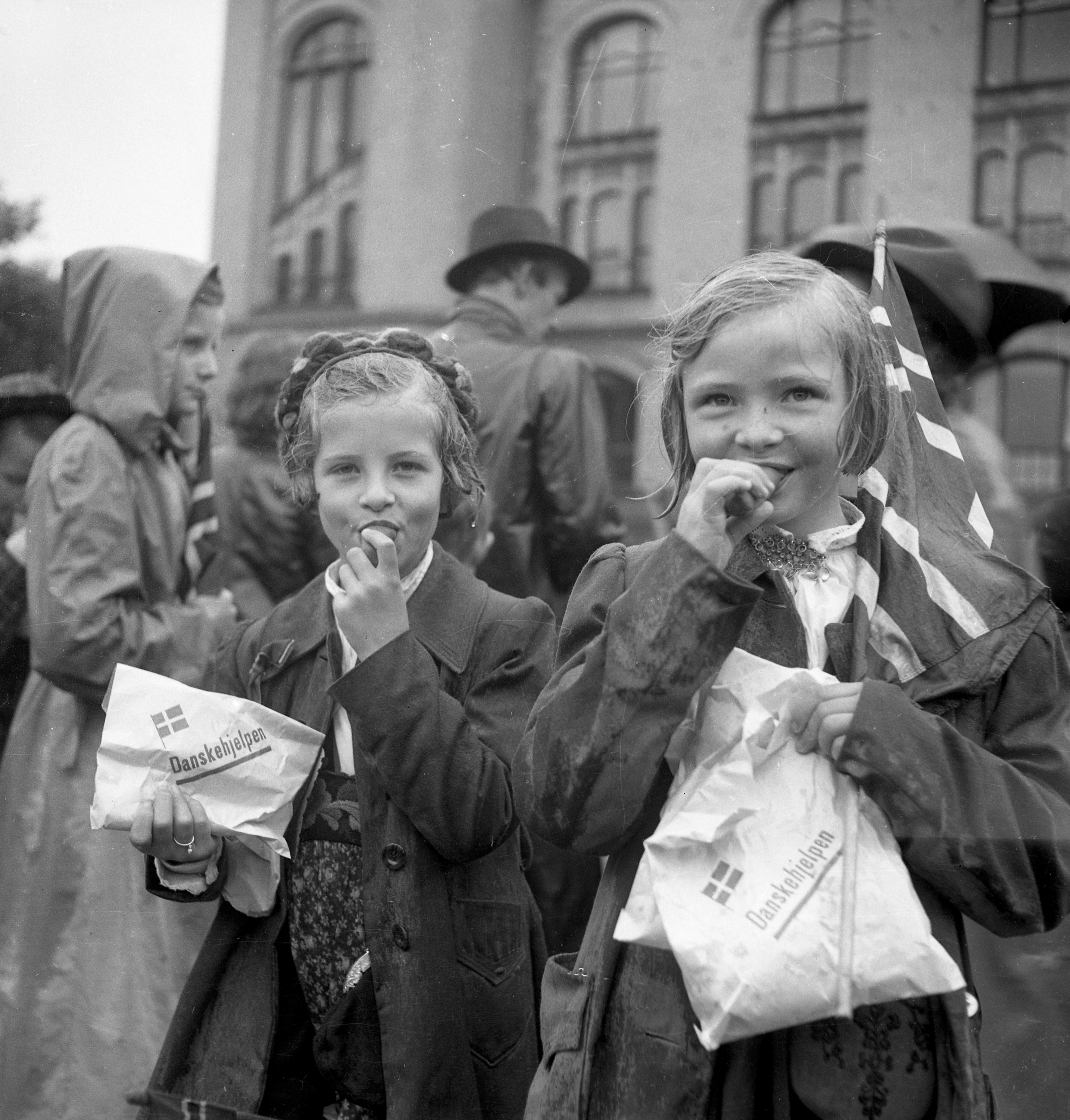
На второй фотографии запечатлено празднование освобождения Норвегии 7 мая 1945 года: две девочки держат пакеты с продовольствием, полученные в рамках датской гумпомощи

Эта помощь была организована после создания комитета Den norske damekomité в Копенгагене. Среди инициатив этой группы была координация поставок продовольствия и помощь норвежскому населению, страдающему от нехватки ресурсов в условиях оккупации. Среди главных организаторов в Дании были Карл и Боргхильд Хаммерих.
Несмотря на то, что Дания также была оккупирована нацистской Германией, усилия по оказанию помощи тайно поддерживались датскими госслужащими и в итоге правительством. После войны эту инициативу продолжил датско-норвежский фонд сотрудничества.
В знак благодарности Норвегия установила скульптуру работы Эрнульфа Баста под названием «Две сестры» (датский: To søstre; норвежский: Tvillingsøstrene). Она символизирует признательность Дании за помощь и была открыта в ноябре 1949 года на площади Осло (Oslo Plads) в Копенгагене.

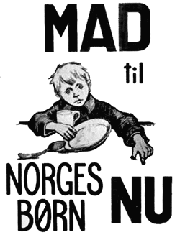
Кампании датской гумпомощи Норвегии оказали большое влияние, и работа по оказанию помощи стала общественным делом в Дании

## История

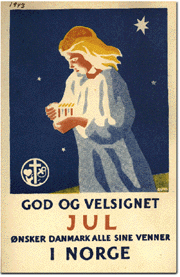
Рождественская открытка Norgeshjælpen в 1943 году, нарисованная Вигго Гутторм-Педерсеном (1902-1962 гг.). Несколько открыток были проданы для сбора средств на оказание гумпомощи

Датская гуманитарная помощь берёт свое начало в норвежской общине в Дании. В сентябре 1940 года в Копенгагене среди многих норвежских женщин, состоящих в браке с датчанами, начался сбор одежды для пострадавших от войны в норвежских городах. Был создан комитет, председателем которого стала Дженни Мадсен. Сбор был успешным, но из-за ограничений на экспорт летом 1941 года эта работа прекратилась. Дания получала почти все свои ткани и пряжу из-за границы, а это означало, что Министерство торговли не могло разрешить дальнейший экспорт. Для продолжения работы по оказанию помощи необходимо было найти другие товары, которых было много в Дании и которые требовались Норвегии. 

## Послевоенный конец
Вместе с освобождением закончилась и норвежская помощь. Кризисная экономика и узость взглядов сохранялись еще некоторое время, но перспективы на будущее изменились. Война укрепила связи между Норвегией и Данией. Еще до окончания войны уже велись переговоры о продолжении и развитии хороших контактов и отношений между странами. Датские власти решили, что 13 миллионов норвежских крон, поступившие на заблокированный счет в Norges Bank после продажи датских продуктов питания в Норвегии, могут быть использованы для создания датско-норвежского фонда сотрудничества. Фонд был учрежден 1 марта 1946 года, генеральным секретарем которого стала Боргхильд Хаммерих.